# Breitner Bach
Die Breitner Bach, am rechten Oberlauf Eschbach oder Brunngraben genannt, ist ein ganzjähriges Fließgewässer am Rand der Chiemgauer Alpen im bayerischen Landkreis Rosenheim, der bei Markt Neubeuern von rechts in den Inn mündet.

## Geographie

### Verlauf
Der deutlich längere rechte Oberlauf Eschbach oder auch Brunngraben entsteht im Dreieck der Ortschaften Hundham, Schilding und Roßholzen der Gemeinde Samerberg und fließt westsüdwestwärts bis an den Rand des Inntal, wo er sich mit dem von Osten her auf der Grenze zur Gemeinde Nußdorf am Inn nahenden kurzen linken Oberlauf Rauchbrunngraben zum Breitner Bach vereint, der noch etwas in Richtung des Eschbachs weiterläuft. Bei der Ortschaft Breiten von Nußdorf erreicht er die flache rechte Talebene des Inns und biegt dann auf nördlichen Verlauf um. Auf nunmehr flussparallelem Lauf wechselt er beim Neubeurer Freibadesee aufs Gebiet der Marktgemeinde Neubeuern über und mündet schließlich bei Neubeuern selbst von rechts in den Inn.
Der Breitner Bach fließt ab der Grenze zu Neubeuern in einem beidseits von Hochwasserdämmen eingefassten Auenwald neben dem in früherer Zeit noch recht frei in seiner Talmulde pendelndem Inn. Dort wird er zumindest auf einem auffallend breiten Teilabschnitt auch als Altwasser bezeichnet.

### Zuflüsse und Seen
Liste der Zuflüsse und  Seen von der Quelle zur Mündung. Mit Gewässerlänge, Seefläche, Einzugsgebiet und Höhe. Andere Quellen für die Angaben sind vermerkt.
Ursprung des Breitner Bachs wenig nördlich von Nußdorf am Inn-Oberthann auf etwa 514 m ü. NHN am Zusammenfluss seiner beiden Oberläufe.
- Eschbach oder Brunngraben, rechter Oberlauf von Ostnordosten her, ca. 2,6 km
- Rauchbrunngraben, linker Oberlauf von Osten her, ca. 0,6 km
- Moosgraben, von links und Ostsüdosten auf etwa 456 m ü. NHN zwischen Nußdorf-Breiten und -Zain, ca. 1,9 km
- (Auengraben), von links und Süden auf etwa 456 m ü. NHN kurz nach der Gemeindegrenze zu Neubeuern dicht am folgenden, ca. 1,6 km. Ist eine Folge von mehr als einem halben Dutzend durch einen fast gefällelosen Graben verbundener, bis zu 200 m langer und bis zu 30 Meter breiter Seen, die auf etwa 456 m ü. NHN bei Nußdorf-Seilenau an der Mündung des Nußdorfer Steinbachs, auch Achen genannt, in den Inn beginnt.
- Passiert den Neubeurer Freibadesee auf 453 m ü. NHN[BA 5] etwa 50 Meter linksseits des Laufs und noch diesseits des Inn-Hochwasserdamms nahe bei Neubeuern-Unterpösnach, ca. 3,2 ha.

Mündung des Breitner Bachs von rechts und zuletzt Südosten auf 452 m ü. NHN in den Inn nahe der Häuserreihe an der Innlände von Neubeuern. Der Breitner Bach ist ab dem Zusammenfluss seiner beiden Oberläufe etwa 4,7 km, mitsamt seinem längeren Oberlauf ca. 7,2 km lang und hat ein ca. 6,0 km² großes Einzugsgebiet.

### BayernAtlas („BA“)
Amtliche Online-Gewässerkarte mit passendem Ausschnitt und den hier benutzten Layern: Eschbach/Brunngraben und oberer Abschnitt des Breitner Bachs

Allgemeiner Einstieg ohne Voreinstellungen und Layer: BayernAtlas der Bayerischen Staatsregierung (Hinweise)
1. 1 2 3  Länge abgemessen auf dem Hintergrundlayer Amtliche Karte.
2. 1 2  Einzugsgebiet abgemessen auf dem Hintergrundlayer Amtliche Karte.
3. ↑  Seefläche abgemessen auf dem Hintergrundlayer Amtliche Karte.
4. ↑  Höhe abgefragt auf dem Hintergrundlayer Amtliche Karte (Rechtsklick).
5. ↑  Höhe nach blauer Beschriftung auf dem Hintergrundlayer Amtliche Karte.

### Sonstige
1. ↑  Hansjörg Dongus: Geographische Landesaufnahme: Die naturräumlichen Einheiten auf Blatt 189/195 Tegernsee. Bundesanstalt für Landeskunde, Bad Godesberg 1994. → Online-Karte (PDF; 5,2 MB)